# Pennsylvania State University
Ej att förväxla med University of Pennsylvania.

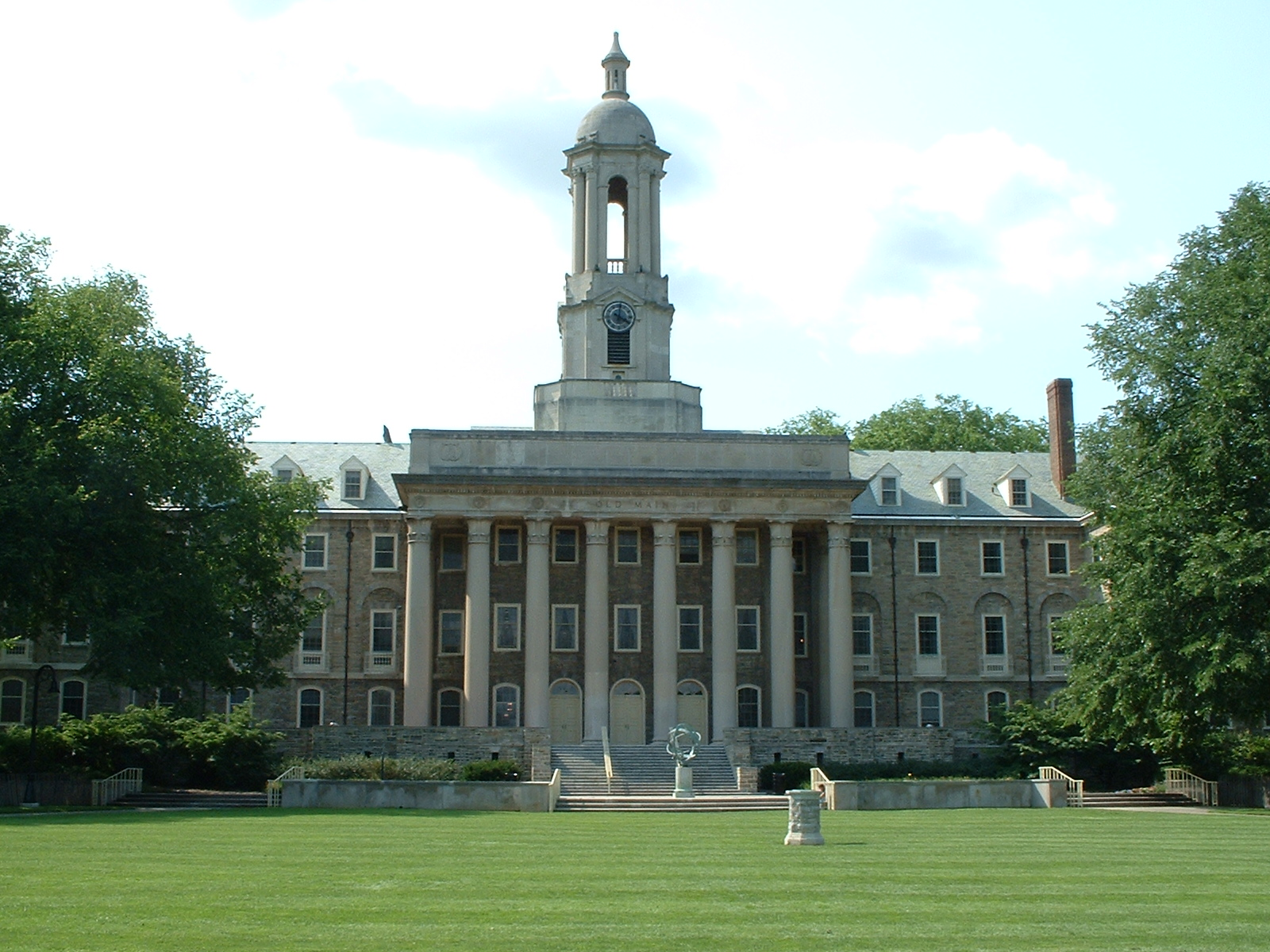
Old Main, universitetets gamla huvudbyggnad, uppfört 1863

Pennsylvania State University, ofta kallad Penn State är ett universitet i Pennsylvania, USA. Universitetet har 24 stycken campus spridda över delstaten samt ett virtuellt campus för distansutbildning. Sett till antalet studenter är Penn State ett av USA:s tio största universitet.

## Idrott
Universitet tävlar med 31 universitetslag i olika idrotter via deras idrottsförening Penn State Nittany Lions.